# Atletismo nos Jogos Paralímpicos de Verão de 2012 - 800 m feminino
As competições dos 800 metros feminino do atletismo nos Jogos Paralímpicos de Verão de 2012 foram disputadas entre os dias 4 e 5 de setembro no Estádio Olímpico de Londres, na capital britânica. Participaram desse evento atletas de que foram separadas em 2 classes diferentes de deficiência.

## Medalhistas

### Classe T53
| Ouro   | CHN Zhou Hongzhuan |
| Prata  | CHN Huang Lisha    |
| Bronze | USA Jessica Galli  |

### Classe T54
| Ouro   | USA Tatyana McFadden |
| Prata  | SUI Edith Wolf       |
| Bronze | CHN Zou Lihong       |

## T53
| Pos.              | Atleta                 | Tempo   | Notas               |
| ----------------- | ---------------------- | ------- | ------------------- |
| Medalha de ouro   | CHN Zhou Hongzhuan     | 1:52.85 | Recorde paralímpico |
| Medalha de prata  | CHN Huang Lisha        | 1:53.10 | Recorde pessoal     |
| Medalha de bronze | USA Jessica Galli      | 1:53.12 |                     |
| 4                 | AUS Madison de Rozario | 1:53.65 |                     |
| 5                 | AUS Angela Ballard     | 1:53.80 |                     |
| 6                 | USA Shirley Reilly     | 1:54.18 |                     |
| 7                 | USA Amanda McGrory     | 1:54.48 |                     |

## T54

### Eliminatórias

#### Eliminatória 1
| Pos. | Atleta                 | Tempo   | Notas |
| ---- | ---------------------- | ------- | ----- |
| 1    | USA Tatyana McFadden   | 1:47.66 | Q     |
| 2    | CHN Liu Wenjun         | 1:48.49 | Q     |
| 3    | CAN Diane Roy          | 1:55.95 | q     |
| 4    | AUS Christie Dawes     | 1:56.14 | q     |
| 5    | GBR Jade Jones         | 1:56.16 |       |
| 6    | SUI Alexandra Helbling | 1:56.49 |       |
| 07 ! | GAM Isatou Nyang       | DQ      |       |

#### Eliminatória 2
| Pos. | Atleta                 | Tempo   | Notas           |
| ---- | ---------------------- | ------- | --------------- |
| 1    | CHN Zou Lihong         | 1:56.36 | Q               |
| 2    | SUI Manuela Schaer     | 1:56.60 | Q               |
| 3    | SWE Gunilla Wallengren | 1:57.14 |                 |
| 4    | CAN Keira-Lyn Frie     | 1:57.23 |                 |
| 5    | USA Christina Schwab   | 1:57.51 |                 |
| 6    | FIN Amanda Kotaja      | 2:00.73 | Recorde pessoal |
| 07 ! | MRI Patricia Mustapha  | DQ      |                 |

#### Eliminatória 3
| Pos. | Atleta               | Tempo   | Notas |
| ---- | -------------------- | ------- | ----- |
| 1    | SUI Edith Wolf       | 1:53.13 | Q     |
| 2    | CHN Dong Hongjiao    | 1:55.92 | Q     |
| 3    | GBR Shelly Woods     | 1:56.39 |       |
| 4    | DEN Marianne Maiboll | 2:06.88 |       |
| 5    | MEX Yazmith Bataz    | 2:06.97 |       |
| 6    | USA Amberlynn Weber  | 2:07.99 |       |

### Final
| Pos.              | Atleta               | Tempo   | Notas                |
| ----------------- | -------------------- | ------- | -------------------- |
| Medalha de ouro   | USA Tatyana McFadden | 1:47.01 |                      |
| Medalha de prata  | SUI Edith Wolf       | 1:49.87 | Recorde da temporada |
| Medalha de bronze | CHN Zou Lihong       | 1:50.31 | Recorde pessoal      |
| 4                 | CHN Dong Hongjiao    | 1:50.62 | Recorde pessoal      |
| 5                 | SUI Manuela Schaer   | 1:50.90 |                      |
| 6                 | CHN Liu Wenjun       | 1:51.34 |                      |
| 7                 | CAN Diane Roy        | 1:54.90 |                      |
| 8                 | AUS Christie Dawes   | 1:58.77 |                      |

Legenda
| Recorde mundial      | Recorde mundial (World record)               |                       | Recorde africano                      | Recorde africano (African) |                                           | Q | Classificado por posição (Qualified) |
| Recorde paralímpico  | Recorde paralímpico (Paralympic record)      | Recorde da América    | Recorde da América (Americas)         | q                          | Classificado por melhor tempo (Qualified) |   |                                      |
| Melhor marca do ano  | Melhor marca do ano (World leading)          | Recorde asiático      | Recorde asiático (Asian)              | DNS                        | Não largou (Did not start)                |   |                                      |
| Recorde nacional     | Recorde nacional (National record)           | Recorde europeu       | Recorde europeu (European)            | DNF                        | Não terminou (Did not finish)             |   |                                      |
| Recorde pessoal      | Recorde pessoal do atleta (Personal best)    | Recorde da Oceania    | Recorde da Oceania (Oceania)          | DSQ / DQ                   | Desclassificado (Disqualified)            |   |                                      |
| Recorde da temporada | Recorde da temporada do atleta (Season best) | Recorde sul-americano | Recorde sul-americano (South America) | NM                         | Sem marca (No mark)                       |   |                                      |